# 伊塔斯卡 (伊利諾伊州)
伊塔斯卡（英語：Itasca）是位於美國伊利諾伊州杜佩奇縣的一個村落。

## 地理
伊塔斯卡的座標為41°58′29″N 88°01′07″W / 41.97472°N 88.01861°W，而該地最高點為海拔高度214米（即702英尺）。

## 人口
根據2010年美國人口普查的數據，伊塔斯卡的面積為13.13平方千米，當中陸地面積為12.81平方千米，而水域面積為0.32平方千米。當地共有人口8649人，而人口密度為每平方千米658人。